# トゥーットゥックディ県
トゥーットゥックディ県（தூத்துக்குடி மாவட்டம் ; Thoothukudi district）は、インド南部のタミル・ナードゥ州に属する30の県の一つ。県庁所在地はトゥーットゥックディ。

## 概要
2001年の国勢調査では、面積4621平方キロメートル、人口157万2273人、人口密度は340人/km2。
北はヴィルドゥナガル県、北東はラーマナータプラム県、西はティルネルヴェーリ県に接し、東はマンナール湾、南はインド洋である。

## 歴史
1986年にティルネルヴェーリ県が分離して成ったチダンバラナール県が、1996年に改称して誕生。

## 行政区分

### 郡
トゥーットゥックディ県は、以下の8つの郡（タミル語 வட்டம் 「円」 ; 英訳 taluk）に区分けされている。
- ヴィラーッティックラム郡（விளாத்திக்குளம் ; Vilathikulam）
- イェッタイヤープラム郡（எட்டையாபுரம் ; Ettayapuram）
- コーイルパッティ郡（கோயில்பட்டி ; Kovilpattai）
- オッタッピダーラム郡（ஒட்டப்பிடாரம் ; Ottapidaram）
- トゥーットゥックディ郡（தூத்துக்குடி ; Thoothukkudi）
- ティルヴァイクンダム郡（திருவைகுண்டம் ; Srivaikundam）
- ティルッチェンドゥール郡（திருச்செந்தூர் ; Tiruchendur）
- サーッタンクラム郡（சாத்தன்குளம் ; Sathankulam）

### 区
トゥーットゥックディ県は、以下の12の区（英訳 block）に区分けされている。
- プドゥール区（புதூர் ; Pudur）
- ヴィラーッティックラム区（விளாத்திக்குளம் ; Vilathikulam）
- コーイルパッティ区（கோயில்பட்டி ; Kovilpattai）
- オッタッピダーラム区（ஒட்டப்பிடாரம் ; Ottapidaram）
- カヤッタール区（கயத்தார் ; Kayattar）
- トゥーットゥックディ区（தூத்துக்குடி ; Thoothukkudi）
- ティルヴァイクンダム区（திருவைகுண்டம் ; Srivaikundam）
- カルンクラム区（கறுங்குளம் ; Karunkulam）？
- アーリュヴァールティルナガリ区（ஆழ்வார்திருநகரி ; Alwarthirunagari）
- ティルッチェンドゥール区（திருச்செந்தூர் ; Tiruchendur）
- ウダンクディ区（உடன்குடி ; Udangudi）
- サーッタンクラム区（சாத்தன்குளம் ; Sathankulam）

## 交通
- ツチコリン港（トゥーットゥックディ港）